# Vitória Pais Freire de Andrade
Vitória Pais Freire de Andrade Madeira (Ponte de Sor, Portalegre, 20 de janeiro de 1883 - Benfica, Lisboa, 7 de novembro de 1930), conhecida por Vitória Pais Freire de Andrade ou simplesmente Vitória Pais de Andrade, foi uma professora primária, militante republicana, activista feminista e defensora dos direitos dos animais no início do século XX.

## Biografia

### Nascimento e Família
Nascida a 20 de janeiro de 1883, em Ponte de Sor, distrito de Portalegre, Vitória Pais Freire de Andrade era filha de José Albertino Freire de Andrade, professor primário, e de Arsénia Maria Mineira Pais, ambos oriundos de famílias da burguesia, naturais de Ponte de Sor.

### Formação Académica, Sindicalismo e Carreira Profissional
Em 1903, com 20 anos e já casada, com Manuel Joaquim Madeira, um comerciante natural de Portalegre, Vitória ingressou na Escola Normal de Portalegre, tendo começado a leccionar após concluir o seu curso em várias escolas primárias do mesmo distrito, nomeadamente em Avis, Vale de Açor e na sua terra natal.
Anos mais tarde, durante a Primeira República Portuguesa, a professora ponte-sorense inaugurou e dirigiu a escola «Uma missão das Escolas Móveis» em Ponte de Sor, abraçou o associativismo dos professores e ingressou na Associação de Professores de Portugal e na Liga de Acção Educativa, onde desempenhou vários cargos.
Em 1920, já a viver em Lisboa, integrou a comissão redactora da revista Educação Social, sob a direcção de Adolfo Lima, e durante esse mesmo período, começou a frequentar a Faculdade de Letras de Lisboa, onde apenas estudou algumas cadeiras, e a Escola Normal de Lisboa, onde se tornou presidente da Associação Escolar, para além de ter participado em 1927 no Congresso das Escolas e Bibliotecas de Estudos Sociais, no Porto, no 9.º Congresso dos Professores Primários, em Viseu, e ter publicado vários artigos em diversos periódicos, como o Seara Nova, sobre a a importância da educação para todos os géneros e classes sociais.

### Activismo Político e Feminismo
Com a Implantação da República Portuguesa, Vitória Pais Freire de Andrade começou a publicamente revelar os seus ideais feministas e políticos, ingressando inicialmente no núcleo de Ponte de Sor da Liga Republicana das Mulheres Portuguesas (LRMP), onde colaborou activamente com a dirigente Ana de Castro Osório e as sufragistas Fausta da Gama e Maria Benedita Mouzinho de Albuquerque Faria Pinho na publicação de vários artigos para a revista A Mulher e a Criança (1911) e, mais tarde, para o jornal A Madrugada (1913-1915), dirigido por Maria Veleda, nomeadamente sobre a reivindicação do direito ao voto para as mulheres, a importância da educação e a apelar pela campanha a favor da aprovação da lei proibitiva da venda de tabaco e bebidas alcoólicas a menores, em 1912.
Pouco depois, acompanhando a saída de Ana de Castro Osório da liga feminista, Vitória associou-se à nova organização por ela criada, a Associação de Propaganda Feminista (APF), onde foi accionista da Empresa de Propaganda Feminista e Defesa dos Direitos da Mulher (1915) e responsável pela edição do jornal oficial da associação, A Semeadora, para além de ter angariado dezenas de novos membros na região onde leccionava.
Dois anos mais tarde, durante a Primeira Guerra Mundial, partiu com o seu marido para Lisboa e inscreveu-se num dos primeiros cursos de enfermagem organizados pela médica Sofia Quintino, através da iniciativa do movimento de beneficência Cruzada das Mulheres Portuguesas (CMP), liderado então pela Primeira Dama Elzira Dantas Machado, prestando posteriormente auxílio médico e apoio aos militares que regressavam da guerra feridos e mutilados, no Instituto de Santa Isabel. Dentro da mesma organização feminina, Vitória exerceu também as funções de Vogal da Comissão de Propaganda e Organização de Trabalho, sendo reconhecida pelas suas aptidões organizativas. 
No início de 1920, associou-se ao uma nova organização, o Conselho Nacional das Mulheres Portuguesas (CNMP), dirigido por Adelaide Cabete, onde desempenhou variados cargos directivos, destacando-se sobretudo pela sua luta no combate à prostituição, a sua regulamentação pelo Estado e a valorização da educação da mulher, de forma a derrubar os preconceitos e injustiças sociais que prevaleciam na sociedade portuguesa. Ainda ligada às iniciativas do Conselho Nacional das Mulheres Portuguesas, em 1924, organizou e participou no Primeiro Congresso Feminista e de Educação, onde defendeu a tese «Influência dos espectáculos públicos na educação», e em 1926, no Primeiro Congresso Nacional Abolicionista, realizado em cooperação com a Liga Portuguesa Abolicionista, com a apresentação «Moral única».

Em 1928, tornou-se Vogal da Comissão Executiva em prol das famílias dos presos, deportados e emigrados políticos da Ditadura Militar, que visava recolher donativos, organizada por sugestão do jornal republicano O Rebate.

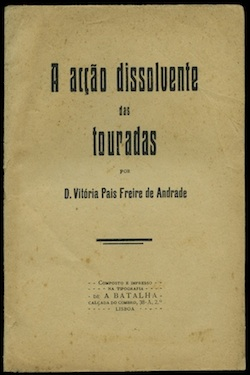
Texto "A Acção Dissolvente das Touradas" (1925) de Vitória Pais de Freire Andrade, em prol da extinção das touradas em Portugal.

### Maçonaria
Em 1916, tal como muitas das suas colegas activistas e sufragistas, Vitória Pais Freire de Andrade foi iniciada na Maçonaria, nomeadamente na loja feminina Carolina Ângelo do Grande Oriente Lusitano, erigida em homenagem à primeira mulher a votar em Portugal, Carolina Beatriz Ângelo, tendo adoptado o nome simbólico de Mariana de Lencastre.
Anos mais tarde, seguindo novamente Adelaide Cabete, iniciou-se na Loja Humanidade da Ordem do Direito Humano (Le Droit Humain), inovadora em Portugal, por ser das primeiras lojas maçónicas a aceitar e integrar homens e mulheres em total igualdade de direitos.

### Defesa dos Direitos dos Animais
Focando-se não só na sua militância feminista, Vitória Pais Freire de Andrade combatia também em defesa dos animais, sobretudo pela extinção das touradas, escrevendo a tese “A acção dissolvente das touradas” em 1925, onde mostrava especial preocupação em relação à exposição das crianças à violência destes eventos, defendendo assim a sua abolição. “As touradas, onde se comete a infâmia imprópria dos nossos dias de gozar com o sofrimento de outrem, assim como todos os espectáculos selvagens que as precederam, estão na razão inversa da civilização. Civilizemo-nos devidamente e elas desaparecerão por completo”.

### Falecimento
Faleceu a 7 de novembro de 1930, com 47 anos, em sua casa, situada no  rés-do-chão, número 69 da Estrada da Damaia, em Benfica, Lisboa, vítima de insuficiência cardíaca. Foi sepultada no Cemitério de Benfica, sendo trasladada em novembro de 1938 para Portalegre.
No seu funeral, várias sociedades, associações e estabelecimentos de ensino estiveram presentes ou fizeram-se representar, incluindo o Conselho Nacional das Mulheres Portuguesas, Grémio Humanidade, Liga Portuguesa Abolicionista, a Escola Normal e a Escola - Oficina N.º 1.
Era sobretudo referenciada por Vitória Pais Freire de Andrade ou, simplesmente, Vitória Pais, e raramente utilizava o apelido do marido.